# Investimento
Con investimento, in economia, si intende l'attività finanziaria di un soggetto economico detto "investitore" atta all'incremento di beni capitali mediante l'acquisizione o creazione di nuove risorse economiche da usare nel processo produttivo.
Può riguardare sia un soggetto imprenditoriale nell'ambito della sua attività di impresa, sia in senso esteso un privato cittadino nell'incremento della sua qualità della vita.

## Generalità
Nelle imprese private e nel settore pubblico l'investimento serve ad acquistare o produrre in proprio (nella terminologia aziendale si dice "in economia") uno o più dei seguenti:
- beni capitali materiali quali impianti, macchinari, capannoni;
- beni immateriali quali ricerche o campagne pubblicitarie;
- risorse da usare nel processo produttivo, come le materie prime;
- scorte di prodotti finiti.

Vi sono poi investimenti che non rientrano nel bilancio d'esercizio di una impresa privata, ma, quando previsto, nel bilancio sociale, come gli investimenti in formazione del personale o in sistemi produttivi meno inquinanti. In questo caso si parla di investimento in senso lato, dal momento che i costi corrispondenti rientrano nelle spese correnti.
La finanza aziendale considera l'investimento dal punto di vista dei capitali che esso richiede, del costo delle diverse fonti di capitale, delle scelte tra diversi piani di ammortamento dei debiti contratti per realizzare l'investimento e tra diversi investimenti che generano flussi finanziari diversi.

## Elementi tipici
Caratteristiche tipiche di un investimento sono l'impiego di un capitale iniziale per raggiungere gli obiettivi finali, ottenuto a sua volta ricorrendo a risparmi propri oppure a richieste di credito (prestito) presso un istituto di credito, il tempo di recupero del capitale iniziale (payback period), il guadagno, il rendimento e il rischio associato di fallimento ovvero il mancato raggiungimento, parziale o totale, degli obiettivi finanziari inizialmente proposti.

## Nell'economia politica
La macroeconomia considera l'investimento come una componente della domanda aggregata per l'effetto moltiplicativo del prodotto che esso produce. L'economia politica prende in considerazione due tipi di funzione di investimento.
Nella prima si mette in relazione inversa l'investimento con il tasso di interesse:
{\displaystyle I=I_{0}-b\cdot i}
dove:
- i è il tasso di interesse
- b è un coefficiente
- I0 è l'ascissa, ossia il valore dell'investimento nel caso in cui i=0.

Nella seconda, detta dell'acceleratore, si considera l'investimento dipendente dall'incremento atteso del prodotto:
{\displaystyle I=v\ (Y_{t+1}-Y_{t})}
dove:
- v è un coefficiente
- Yt+1 è il prodotto atteso per l'anno successivo
- Yt è il prodotto corrente (all'anno {\displaystyle t}).

## Il rischio finanziario
L'investimento comporta di per sé un rischio connesso alla possibilità che il bene o lo strumento finanziario acquisito diminuisca il suo valore nel tempo. Quindi l'atto stesso di investire equivale ad un'assunzione di rischio. 
Questo è connesso all'acquisto o alla vendita di una serie di beni o strumenti finanziari legati a proprie intrinseche variabili, a loro volta funzioni di una serie di elementi aleatori (andamento dei titoli, andamento dei tassi di cambio, rischi di un esito diverso da quello previsto dell'investimento o per il sopraggiungere di elementi negativi imprevisti come attentati terroristici, speculazioni di mercato, mode improvvise, ecc.)

### Premio di rischio
La presenza del rischio induce gli investitori a diversificare gli investimenti per ridurre il rischio a parità di rendimento atteso.
In un'ottica finanziaria, il tasso d'interesse deve essere pari a quello risk-free aumentato di un premio di rischio che deve essere crescente col rischio d'investimento. Il rendimento di riferimento assunto per il tasso risk-free è quello dei titoli di Stato, che tipicamente garantiscono l'intero capitale investito e l'interesse. Altrimenti, il riferimento del tasso risk-free è scelto fra gli strumenti aventi rating pari ad A, o maggiore.

### Diversificazione di portafoglio
La diversificazione del rischio e dell'investimento avviene per tutte le componenti del rischio di investimento: durata, rischio di liquidità (legato alla società, al comparto, settore e alla congiuntura economica/mercato di appartenenza), rischio valutario. Perciò si diversifica investendo in titoli di tipo differente (opzioni, azioni, obbligazioni), in titoli differenti per società e settore di afferenza, moneta di denominazione e mercato di appartenenza (ad esempio quotati alla Borsa Italiana e in un altro Paese dell'area UE), durata (obbligazioni a 6 mesi e a 5 anni) e combinazioni di questi fattori.
La riduzione del rischio è maggiore e la diversificazione più efficace se avviene tra investimenti a correlazione zero, indipendenti. È ancora più alta se avviene tra investimenti in comparti o settori, o tipi di titoli correlati negativamente (ad esempio energetico e manifatturiero, azioni e obbligazioni). In questo caso il coefficiente di correlazione investimenti è negativo (e al limite pari a {\displaystyle -1}), il rischio complessivo dell'investimento è minore, ma scende anche il profitto atteso.
Il rischio complessivo di un portafoglio di due investimenti 1 e 2 è pari a:
{\displaystyle \sigma ={\sqrt {{\sigma _{1}}^{2}+{\sigma _{2}}^{2}+\rho _{12}\cdot \sigma _{1}\cdot \sigma _{2}}}}
Scegliendo investimenti con indice di correlazione {\displaystyle \rho _{12}} negativo, si abbassa il rischio complessivo del portafoglio di investimenti.